# Pierzchnica (Sainte-Croix)
Pour les articles homonymes, voir Pierzchnica.
Pierzchnica est un village de la voïvodie de Sainte-Croix et du powiat de Kielce. Il est le siège de la gmina de Pierzchnica et comptait 1 058 habitants en 2011.